# Iurta

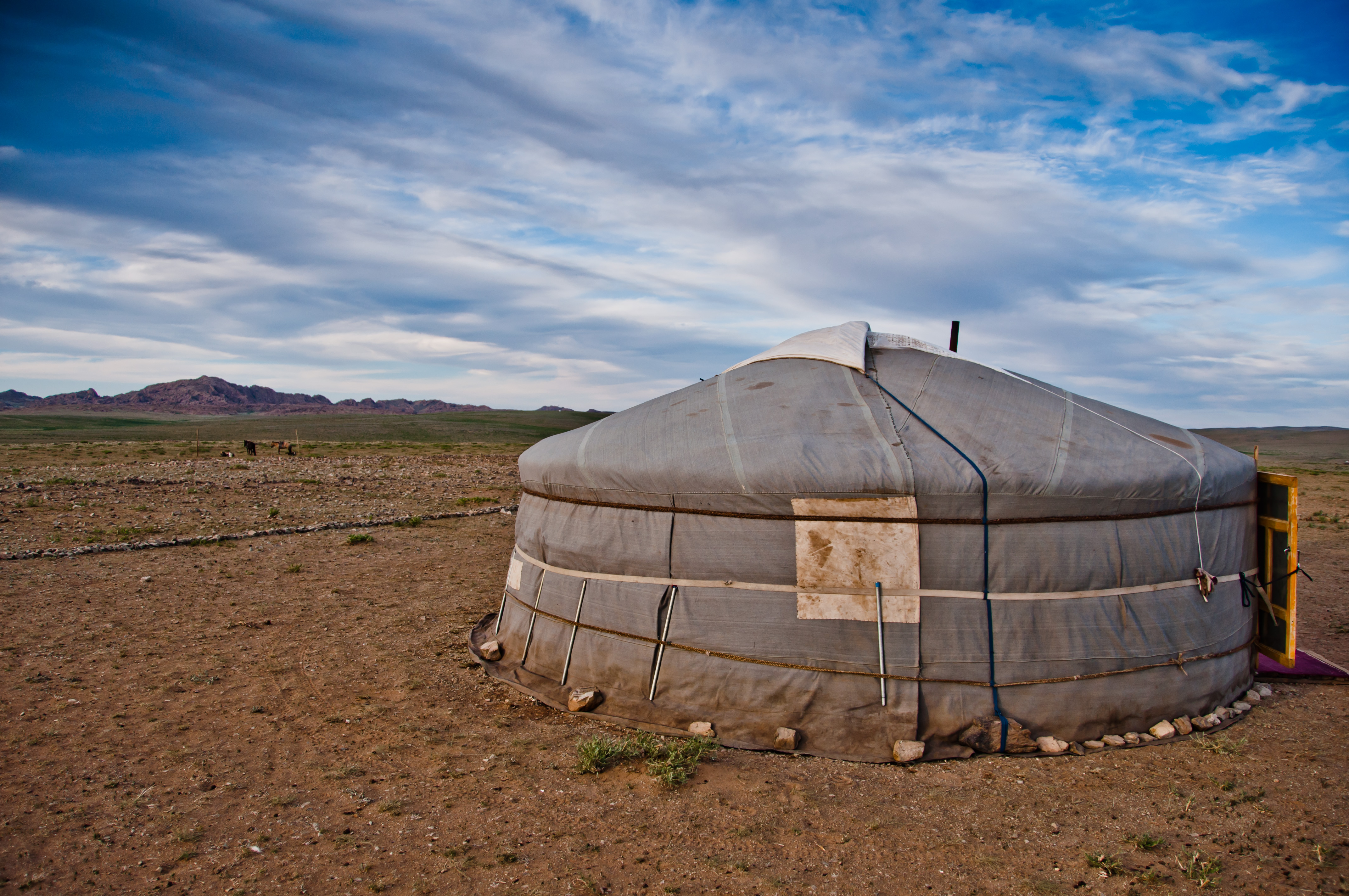
Iurta mongola.

La iurta (in russo юрта?, jurta; in mongolo: Гэр, Ger; detta non correttamente anche yurta) è un'abitazione mobile adottata da molti popoli nomadi dell'Asia tra cui mongoli, kazaki e kirghisi. 

## Descrizione

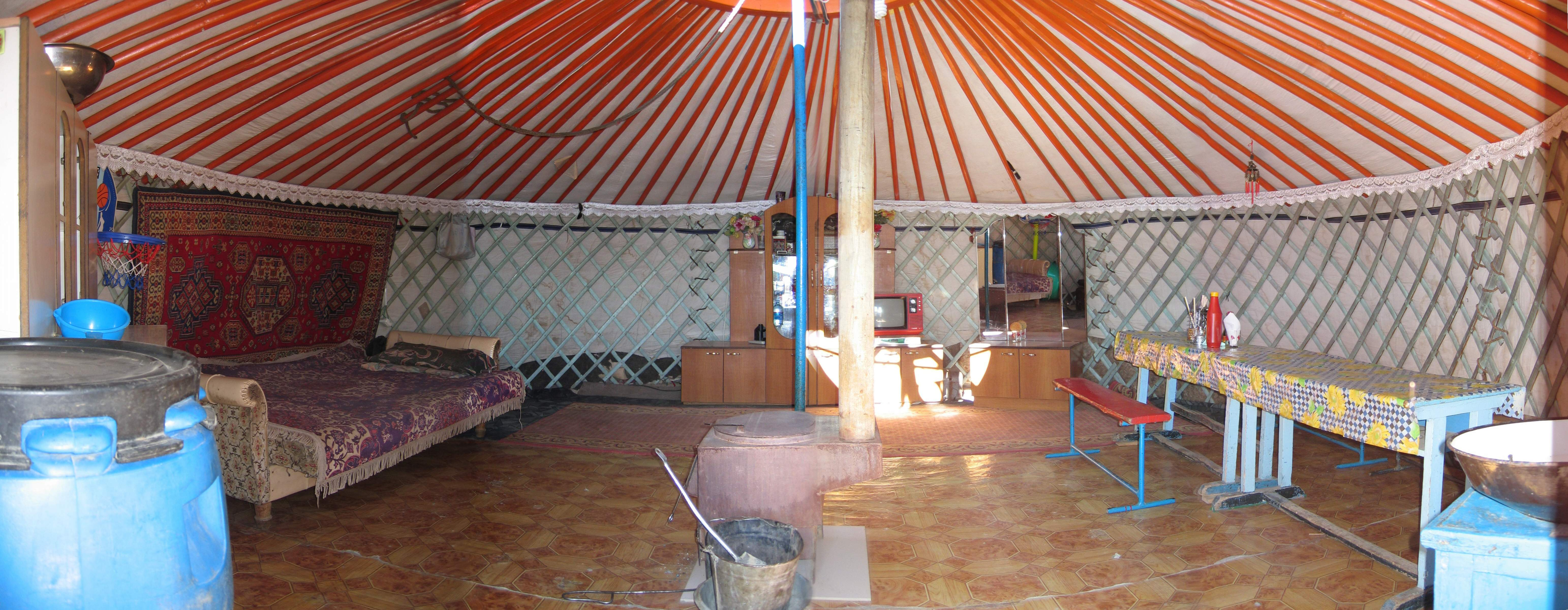
Interno di una iurta.

Nonostante dalla seconda metà del XX secolo la Mongolia si sia fortemente urbanizzata, più della metà dei Mongoli continua a vivere nelle proprie abitazioni tradizionali, sia che si tratti di nomadi di campagna o di abitanti di città e villaggi. Sin dai tempi più antichi le iurte o ger sono costituite da uno scheletro di legno e una copertura di tappeti di feltro di lana di pecora; sono di dimensioni e aspetto variabili, a seconda della cultura che le adotta. Il vantaggio di questo tipo di abitazione è che può essere smontata, spostata e assemblata in un tempo relativamente breve: si adatta quindi bene a uno stile di vita nomade.

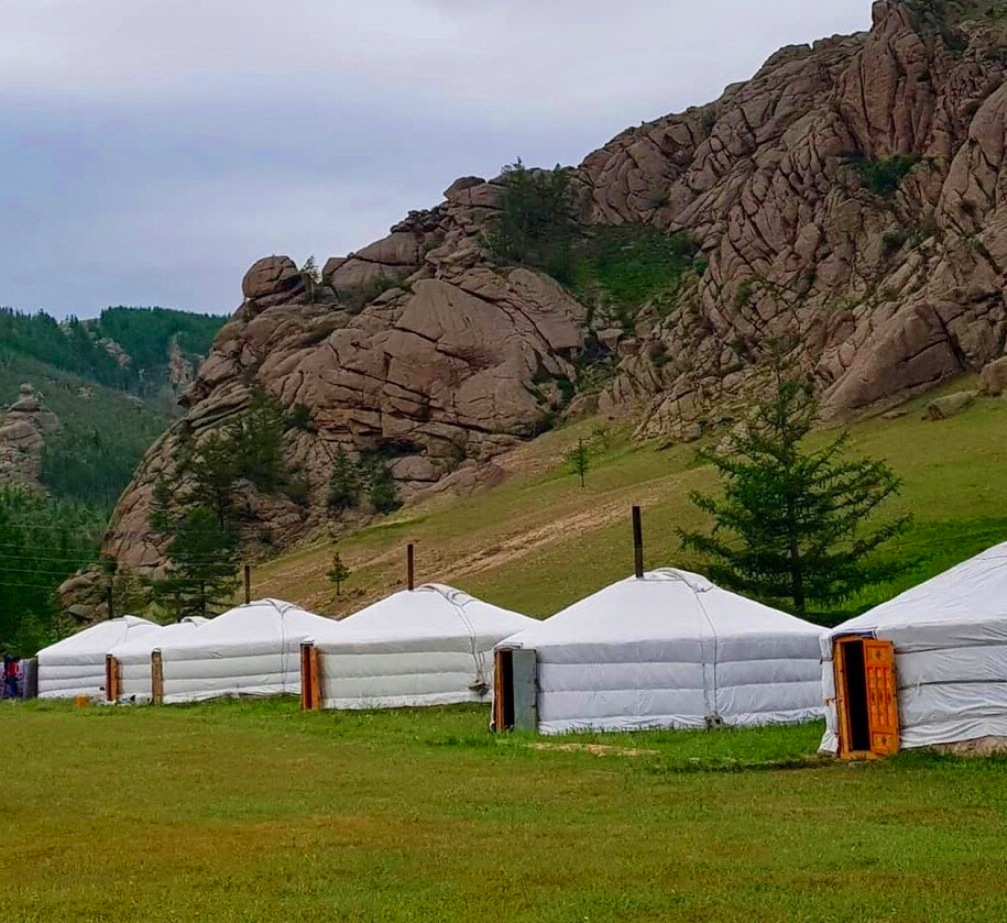
Iurte in un campo turistico in Mongolia

L'interno contiene molti letti che servono da sedili durante il giorno, un armadietto, una tavola bassa su cui si posa il cibo. L'unica apertura è la porta d'entrata che è sempre rivolta a sud, la zona accanto è riservata al letto del capofamiglia, mentre i lati sono destinati ai figli. Vicino all'ingresso si trova anche la zona cucina. Una copertura apribile in cima alla iurta consente di far uscire il fumo del braciere. Gli eventuali ospiti sono alloggiati solo nella zona opposta all'ingresso, cioè sul lato nord. Nelle iurte mongole si trova spesso un otre in pelle che contiene latte di giumenta fermentato (airag).
La iurta ha un valore simbolico per cui entrarvi implica un rigoroso rituale protocollare secondo principi di rispetto, civiltà, ed educazione: si entra sempre con il piede destro scavalcando la soglia della porta; una volta entrati bisogna subito sedersi, non passare tra i due pilastri centrali che rappresentano il legame tra il cielo e la terra, non gettare rifiuti nel fuoco simbolo della vita e della purezza; gli uomini non devono mantenere il capo sempre coperto, gli ospiti siedono a destra e gli anziani di fronte, presso l'altare. Il cibo o l'oggetto offerto devono essere presi con la mano destra o con entrambe le mani, non si può rifiutare la tazza di airag.

### Assemblaggio

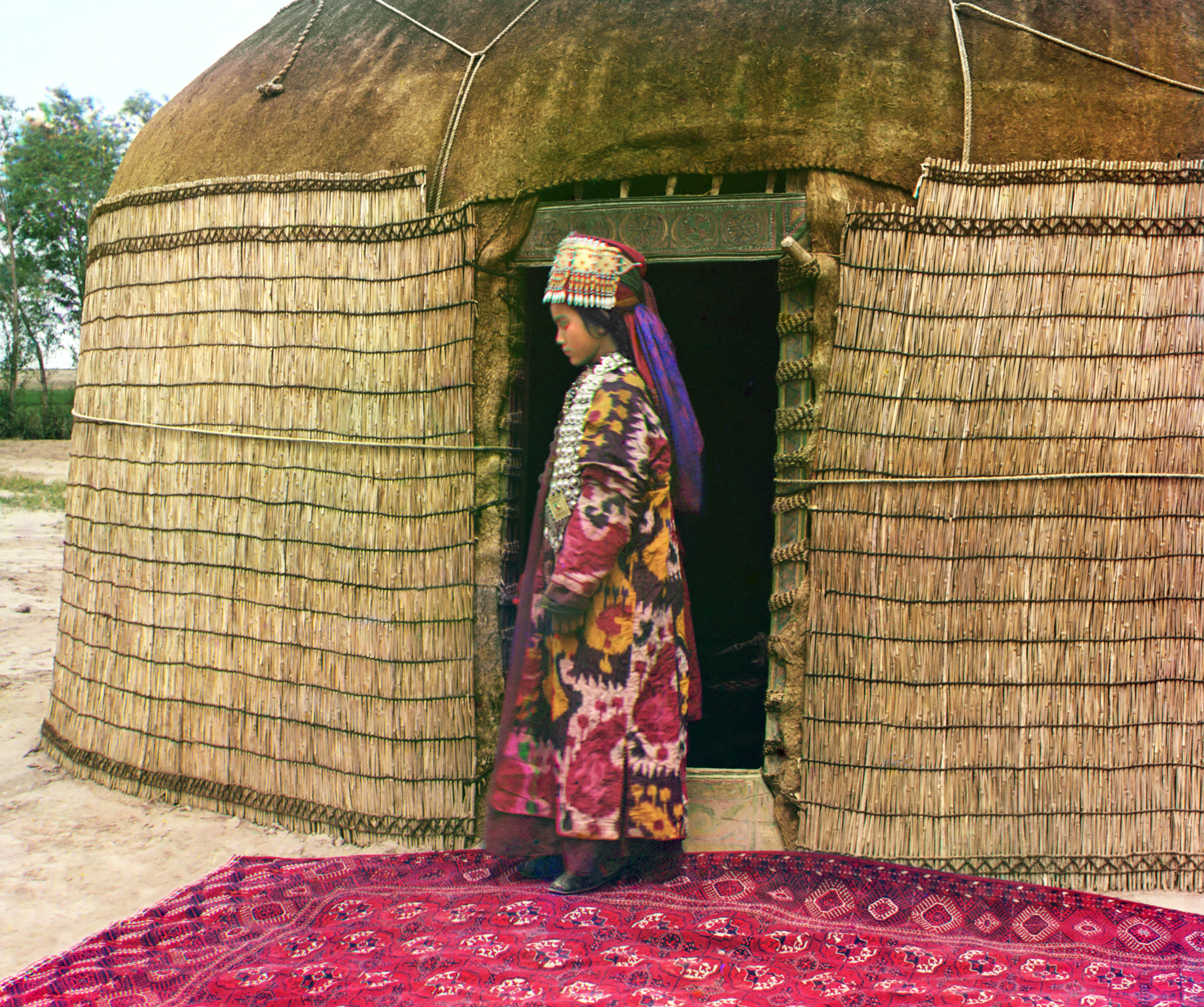
Donna uzbeca sull'uscio di una iurta, in Turkestan.

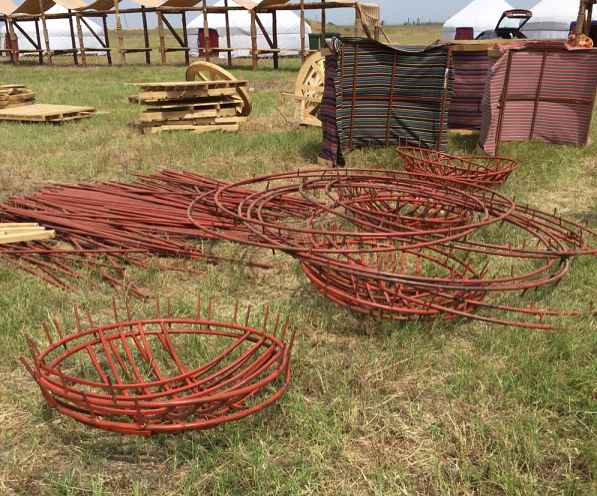
Telaio moderno in metallo di una iurta

Esistono diverse soluzioni tecnologiche delle iurte, che rispecchiano le caratteristiche del clima in cui sono installate, questo specialmente nelle grandi pianure del nord, dove l'elemento più sfavorevole è il vento, piuttosto che la neve. Quindi è comune nella costituzione del telaio la adozione di cerchiature in tensione e centinature curve in compressione, tale da dare, unito alla tensione dei teli di copertura, una notevolissima rigidezza del complesso.
La prima parte dell'assemblaggio viene effettuata legando in forma circolare un'intelaiatura costituita da segmenti di legni incrociati secondo un motivo a x, lunghi circa 1,50 m ciascuno. Al centro della struttura si piantano due pali, a cui verranno collegati numerosi pali di sostegno collegati al telaio inferiore. Si procede quindi alla copertura della struttura con stuoie e tappeti di feltro. Più è spesso lo strato di feltro, più calda sarà la iurta all'interno, che viene così isolata dagli agenti atmosferici.
Il pavimento viene ricoperto di tappeti di lana o feltro; infine si provvede ad arredare l'interno. Naturalmente nelle iurte urbane può esistere un minimo basamento, molto leggero, che elevi il pavimento di pochi centimetri dal suolo circostante, e forme di pavimentazione più simili a quelle occidentali, sulle quali sono, se possibile, collocate stuoie e tappeti, specie in inverno.